# Heinkel He 116
L'Heinkel He 116 era un quadrimotore da trasporto civile dotato di configurazione ad ala di gabbiano invertita montata bassa prodotto dall'azienda tedesca Ernst Heinkel Flugzeugwerke negli anni trenta. L'He 116 fu impiegato principalmente come aereo da trasporto ed aereo postale dalla compagnia aerea di bandiera tedesca Deutsche LuftHansa (DLH). Successivamente, con una nuova versione appositamente modificata, fu impiegato come fotoricognitore a lungo raggio dalla Luftwaffe durante la seconda guerra mondiale.

## Storia del progetto
Nel 1936 la Deutsche LuftHansa cominciò a mostrare interesse per la possibilità di aprire nuove rotte commerciali nel servizio di posta aerea dall'Europa verso l'estremo oriente. Dopo la valutazione delle varie possibilità la compagnia decise che la rotta più vantaggiosa avrebbe dovuto passare in Asia centrale nel territorio tra i confini di Tagikistan ed Afghanistan, attraversando una zona montuosa con vette che superano i 7 000 m di altezza, il Trans-Alay ed il Pamir. In quel momento non era disponibile alcun mezzo aereo che avesse sufficienti autonomia e quota di servizio per cui interpellò la Heinkel Flugzeugwerke fornendole le specifiche per la fornitura di un nuovo modello atto allo scopo.
Il titolare della ditta, ingegnere Ernst Heinkel, decise di affidare il progetto del nuovo velivolo ai fratelli Walter e Siegfried Günter, già autori tra l'altro dell'He 70 Blitz e del suo più famoso sviluppo, l'He 111, i quali dovettero scontrarsi con le esigenze imposte dal futuro utilizzo del velivolo. La principale difficoltà nel produrre un aeromobile in grado di soddisfare i requisiti tecnici emessi dalla Lufthansa, era dovuta al fatto che l'aereo avrebbe dovuto sollevare un grande carico di carburante alla quota di 7 600 m (25 000 ft) per oltrepassare le vette delle montagne più alte delle due catene montuose. L'impianto propulsivo avrebbe dovuto essere affidato ad un nuovo motore realizzato dalla Hirth Motoren GmbH, azienda appena rilevata dallo stesso Heinkel, ottimizzato per l'alta quota ed in grado di erogare una potenza di 500 CV (366 kW) ma a causa del ritardo nel suo sviluppo si optò per una configurazione a quattro motori, posizionati sul bordo d'attacco alare. La scelta del motore cadde sull'Hirth HM 508 che allora era già in produzione. Il rischio era di realizzare un velivolo in grado di raggiungere l'autonomia necessaria ma che, visti i soli 240 CV erogati dal propulsore, risultasse seriamente sottopotenziato.
Per lo sviluppo della cellula i fratelli Günter iniziarono a lavorare partendo da quella modificata dell'Heinkel He 70, adattandola all'uso di quattro motori, dotandola di ala a pianta ellittica modificata, rivestita di compensato. Il primo prototipo, designato He 116V-1 volò per la prima volta agli inizi del 1937. Vista l'indisponibilità dei nuovi motori l'aereo era stato equipaggiato con i più piccoli Hirth HM 508C eroganti 270 hp (200 kW) a 0 m.

## Tecnica
L'He 116 era un velivolo da trasporto passeggeri, monoplano quadrimotore ad ala a gabbiano invertita montata bassa di costruzione interamente metallica. L'impennaggio di coda era monoderiva.
Il carrello d'atterraggio presentava configurazione a triciclo classico con gli elementi anteriori retrattili che rientravano nelle gondole motore interne, integrati da un ruotino posteriore d'appoggio posizionato sotto la coda. L'equipaggio era composto da quattro persone.
La propulsione era assicurata da quattro motori Hirth HM 508H posizionati in gondole alari. Questi motori a 8 cilindri a V invertita (cioè disposti coi cilindri verso il basso) raffreddati ad aria erogavano la potenza di 244 CV (182 kW) al livello del mare.
Le eliche erano delle VDM, bipala metalliche a passo variabile.

## Impiego operativo
Il secondo prototipo He 116V-2 (immatricolato D-AJIE) venne dotato dello stesso impianto propulsivo del primo prototipo, e considerato come modello base per la prevista versione di serie. Nel 1938 vennero consegnati alla compagnia Lufthansa gli esemplari V-2 (denominato Schlesien) e V-4 (matricola D-ATIO, nominativo Hamburg), con cui furono effettuati i test di volo. Anche se i propulsori inizialmente previsti non furono installati sui velivoli a causa di problemi tecnici, la Heinkel iniziò la costruzione di una preserie di quattro aerei civili, designati He 116A-0..
Il governo giapponese acquistò i primi due esemplari della preserie (He 116V-5 e V-6) destinati alla compagnia di trasporto civile Manchu Kokuyuso KK, che gestiva il trasporto aereo civile nello stato fantoccio sino-giapponese del Manchukuo. I due aerei decollarono alla volta del Giappone il 23 aprile 1938, raggiungendo Tokyo in sei giorni, dopo aver coperto 15 251 km (9 477 mi) in 54 ore e 17 minuti di volo. In Giappone i velivoli ricevettero le matricole civili J-BAKD Hogi e J-EAKF Togo, e furono usati dalla compagnia sulla rotta Tokyo-Hankin.
Gli ultimi due aerei di preserie, Hе 116V-7 e V-8 erano strutturalmente simili ai precedenti, ma disponevano di un muso completamente vetrato. Vennero acquistati dal Ministero del trasporto aereo tedesco e destinati a missioni di aerocartografia.
Nello stesso anno il Reichsluftfahrtministerium ordinò la realizzazione di sei ulteriori velivoli, designati He 116B-0 (esemplari da V-9 a V-14), destinati ad operare come aerei da ricognizione a lungo raggio. Tali velivoli erano equipaggiati con i propulsori Hirth HM 508H, disponevano di un muso a vetratura integrale ed erano completamente disarmati.
Poco prima dello scoppio della seconda guerra mondiale tutti gli 8 esemplari disponibili furono consegnati alle unità da ricognizione. In tale veste non furono mai utilizzati in quanto l'alto comando della Luftwaffe decise che l'uso di un lento ricognitore a lungo raggio, completamente disarmato, non era più possibile nelle moderne operazioni belliche. Tutti gli aerei furono utilizzati per servizi di aerocartografia esclusivamente all'interno dei territori controllati dalle forze tedesche.

### La versione da primato He 116R
Il terzo prototipo (He 116V-3, matricola civile D-DAR) fu rimosso dalla linea di produzione e convertito in aereo da record. Le modifiche apportate inclusero una maggiore superficie alare, portata a 75,6 m² (814 ft²), una lunghezza della fusoliera di 25 m (82 ft), e una maggiore capacità dei serbatoi di carburante installati nella fusoliera. Il design dell'aereo non consentiva il raggiungimento della stessa tangenza prevista per gli esemplari di serie, in quanto non aveva bisogno di raggiungere le stesse prestazioni di tangenza operativa. Vennero installati i propulsori Hirth HM 508 nella versione H, al posto della C, con numero di giri massimo leggermente più basso, ma erogante solamente 240 CV (179 kW). La più bassa potenza motrice incrementava il consumo di carburante durante la fase di decollo, rendendolo anche più difficile, tanto che l'aereo, ribattezzato He 116R Rostock, venne dotato di quattro unità a razzo RATO per agevolare il decollo. Durante la prima prova uno dei razzi si staccò e colpì l'ala danneggiandola in maniera tale da richiedere estese riparazioni. Dopo aver completato le riparazioni fu effettuato un secondo tentativo il 30 giugno 1938, che andò a buon fine. Il velivolo coprì 9 942 chilometri (6 178 miglia) senza effettuare rifornimento di carburante, ad una velocità media di 214 km/h (133 mph).

## Versioni
- He 116V1: primo prototipo dotato di quattro motori Hirth HM-508C a 8 cilindri a V rovesciata, raffreddato ad aria, erogante la potenza di 270 hp, ed azionante un'elica bipala a passo variabile in volo VDM.
- He 116 A-0: versione di preserie da trasporto civile.
- He 116 B-0: versione militare, caratterizzata da un muso completamente vetrato, realizzata in sei esemplari. Caratteristiche tecniche: quattro motori in linea Hirth HM 508H, raffreddati ad aria, da 240 CV; apertura alare 22,00 m; lunghezza 13,70 m; altezza 3,30 m; superficie alare 62,90 m²; peso a vuoto 4 020 kg, peso totale 4 046 kg; carico alare 112 kg/m²; rapporto peso: potenza 7,3 kg/CV; velocità massima 325 km/h a 3 000 m (286 km/h a 0 m), di crociera 299 km/h a 3 000 m; tempo di salita a 4 000 m: 17 minuti; raggio d'azione 340 km; autonomia 3 410 km; tangenza 6 500 m.[2]
- He 116 R: un esemplare A-0 convertito in aereo da primato, con superficie alare, lunghezza della fusoliera, e capacità di trasporto carburante incrementate. Era equipaggiato con propulsori Hirth HM 508H eroganti 244 CV.

## Utilizzatori

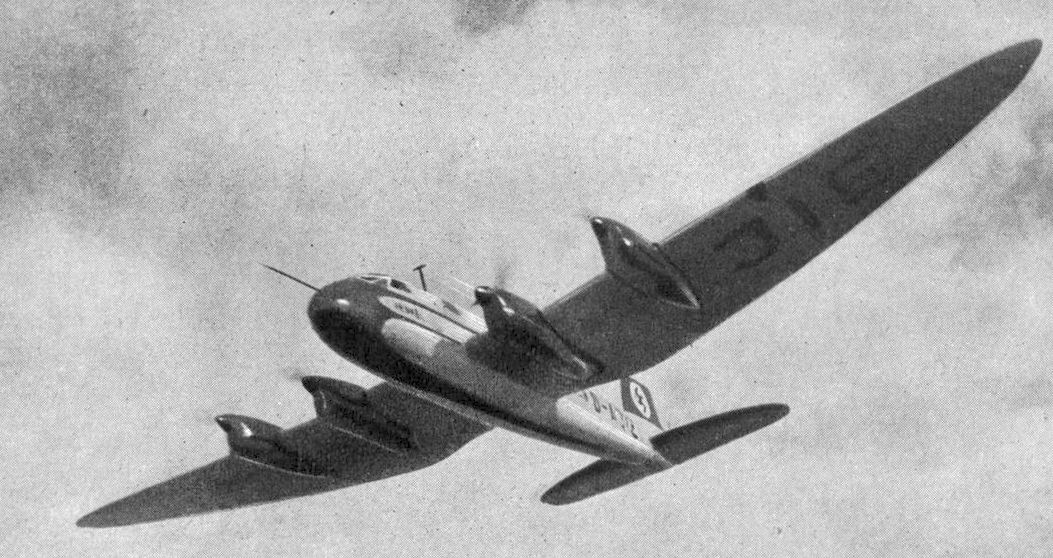
Heinkel He 116, DLH

### Civili
Germania
- Deutsche LuftHansa (DLH)

 Manciukuò
- Manchu Kokuyuso Kabushiki Kaisha

### Militari
Germania
- Luftwaffe

### Pubblicazioni
- Nico Sgarlato, Ricognitori tedeschi. Gli occhi della Luftwaffe, in I grandi aerei storici, No.64, Parma, Delta Editrice, maggio-giugno 2013, ISSN 1720-0636.